# Rovajärvi (Gällivare socken, Lappland, 744921-173311)
Rovajärvi är en sjö i Gällivare kommun i Lappland och ingår i Kalixälvens huvudavrinningsområde.